# Tercera División A de Chile 2025
El Campeonato Nacional de Tercera División A 2025, también conocido como «Copa Diario La Cuarta Tercera División A 2025», es la 46.ª edición de la cuarta categoría del fútbol chileno, y que lo organiza la Asociación Nacional de Fútbol Amateur (ANFA).
Las novedades que tendrá el torneo, hasta el momento, son los regresos de Lautaro de Buin y también de Fernández Vial, que vuelven a esta categoría luego de 6 y 7 años de estadía en el profesionalismo, respectivamente. Además están los 4 equipos ascendidos de la Tercera División B 2024 (3 campeones de grupo y el ganador de la Liguilla), que fueron Quintero Unido (equipo que regresa después de 2 años), Aguará (que será debutante en la categoría), Lota Schwager (que regresa a la división después de 3 años) y Malleco Unido (el cual regresa a la división después de 17 años). A todos ellos, se sumará el histórico Naval (que había perdido por cancha, la final de la Liguilla por el 4° Ascenso ante Malleco Unido), que regresa a la máxima categoría del amateurismo, luego de 17 años de ausencia, ya que su última aparición, fue en la temporada 2008, año en que el equipo del ancla, salió campeón de la categoría. El ascenso de Naval por secretaría, fue debido a la desafiliación de Deportes Valdivia, por problemas económicos.

## Sistema

### Formato
La Tercera A, cuarta categoría del fútbol chileno, disputará su 46.ª edición con la participación de 15 clubes. Dos ascensos, dos descensos y repechaje por la permanencia. El torneo se jugará en formato todos contra todos, a dos ruedas, completando un total de 30 fechas.
Al finalizar la fase regular, el club posicionado en el primer lugar ascenderá directamente a la Segunda División Profesional. 
Los equipos posicionados entre el segundo y el quinto lugar disputarán un play-off, donde el 2º enfrentará al 5º, y el 3º al 4º. Los ganadores de estas llaves se medirán en una final única para determinar el segundo ascendido.
En la parte baja de la tabla, los dos últimos 14 y 15 descenderán a la Tercera División B. 
Los equipos que terminen en los puestos 12 y 13 tendrán que disputar una liguilla de permanencia contra clubes provenientes de la Tercera B, buscando mantener su cupo en la categoría.

### Orden
El orden de clasificación de los equipos, se determinará en una tabla de cómputo general de la siguiente manera:
- La mayor cantidad de puntos.

En caso de igualdad de puntos de dos o más equipos, para definir un ascenso y descenso de categoría, apenas finalizado la fase regular del torneo, se determinaría de la siguiente forma:
- La mejor diferencia de goles.
- La mayor cantidad de goles marcados.
- La mayor cantidad de partidos ganados.
- La mayor cantidad de goles marcados como visita.
- El que hubiera acumulado mayor puntaje en los enfrentamientos que se efectuaron entre los clubes que se encuentran en la situación de igualdad.
- En caso de persistir la igualdad, se desarrollaría un partido único en cancha neutral, determinada por la División (Art. 182 y 189 del Reglamento ANFA).

En el campeonato se observará el sistema de puntos, de acuerdo a la reglamentación de la Internacional F.A. Board, asignándose tres puntos, al equipo que resulte ganador; un punto, a cada uno en caso de empate; y cero puntos al perdedor.

## Relevos
| Pos. | a Segunda División  |
| ---- | ------------------- |
| 1.°  | Santiago City       |
| 2.°  | Brujas de Salamanca |

| Pos. | a Tercera División A |
| ---- | -------------------- |
| 13.º | Lautaro de Buin      |
| 14.º | Fernández Vial       |

| Pos.  | a Tercera División A |
| ----- | -------------------- |
| 1.°   | Aguará               |
| 2.°   | Quintero Unido       |
| 3.°   | Lota Schwager        |
| Prom. | Malleco Unido        |
| Adm.  | Naval                |

| Pos. | a Tercera División B |
| ---- | -------------------- |
| 13.º | Iberia               |
| 14.º | Unión Compañías      |
| Adm. | Deportes Valdivia    |
| Adm. | Fernández Vial       |

|  |

## Localización
| \| Equipo \| Región \| Ciudad \| \| --------------------- \| ------------- \| -------------- \| \| Municipal Mejillones \| Antofagasta \| Mejillones \| \| Quintero Unido \| Valparaíso \| Quintero \| \| Aguará \| Metropolitana \| La Reina \| \| Atlético Colina \| Metropolitana \| Colina \| \| Lautaro de Buin \| Metropolitana \| Buin \| \| Municipal Puente Alto \| Metropolitana \| Puente Alto \| \| Chimbarongo FC \| O'Higgins \| Chimbarongo \| \| Colchagua \| O'Higgins \| San Fernando \| \| Constitución Unido \| Maule \| Constitución \| \| Deportes Quillón \| Ñuble \| Quillón \| \| Comunal Cabrero \| Biobío \| Cabrero \| \| Lota Schwager \| Biobío \| Coronel \| \| Naval \| Biobío \| Talcahuano \| \| Imperial Unido \| Araucanía \| Nueva Imperial \| \| Malleco Unido \| Araucanía \| Angol \| |               |                |
| Equipo | Región        | Ciudad         |
| Municipal Mejillones | Antofagasta   | Mejillones     |
| Quintero Unido | Valparaíso    | Quintero       |
| Aguará | Metropolitana | La Reina       |
| Atlético Colina | Metropolitana | Colina         |
| Lautaro de Buin | Metropolitana | Buin           |
| Municipal Puente Alto | Metropolitana | Puente Alto    |
| Chimbarongo FC | O'Higgins     | Chimbarongo    |
| Colchagua | O'Higgins     | San Fernando   |
| Constitución Unido | Maule         | Constitución   |
| Deportes Quillón | Ñuble         | Quillón        |
| Comunal Cabrero | Biobío        | Cabrero        |
| Lota Schwager | Biobío        | Coronel        |
| Naval | Biobío        | Talcahuano     |
| Imperial Unido | Araucanía     | Nueva Imperial |
| Malleco Unido | Araucanía     | Angol          |

| Equipos de Santiago                                                    |
| ---------------------------------------------------------------------- |
| Aguará Municipal Puente Alto Ubicación de los clubes del Gran Santiago |

| Equipos de la Región Metropolitana                                                             |
| ---------------------------------------------------------------------------------------------- |
| Atlético Colina Lautaro de Buin Ubicación de los clubes de la Región Metropolitana de Santiago |

| Equipos de la Región del Biobío                                                     |
| ----------------------------------------------------------------------------------- |
| Naval Lota Schwager Comunal Cabrero Ubicación de los clubes de la Región del Biobío |

## Información
| Equipo                | Entrenador        | Estadio                  | Capacidad | Proveedor | Auspiciador         |
| --------------------- | ----------------- | ------------------------ | --------- | --------- | ------------------- |
| Aguará                | Gian Rossi        | Municipal de San Joaquín | 3.515     | Olymphus  | AIR                 |
| Atlético Colina       | Gustavo Sepúlveda | Manuel Rojas             | 4.000     | Playmaker | Teddy               |
| Chimbarongo FC        | Ítalo Pinochet    | Municipal de Chimbarongo | 1.500     | Vandix    | Fruttita            |
| Colchagua             | Raúl González     | Jorge Silva              | 7.200     | KS7       | SuperGino           |
| Comunal Cabrero       | Carlos Véliz      | Luis Figueroa            | 3.500     | Givova    | Hernandez           |
| Constitución Unido    | Nelson Tapia      | Enrique Donn             | 2.060     | JNS       | Dimaco • Chilemat   |
| Deportes Quillón      | Sebastián Ortiz   | Complejo CQ              | 1.000     | Forza     | Maestranza Optimiza |
| Imperial Unido        | Milton Flores     | El Alto                  | 2.000     | JNS       | CMPC                |
| Lautaro de Buin       | Carlos Encinas    | Lautaro de Buin          | 2.600     | Playmaker | Bepro               |
| Lota Schwager         | Renato Ramos      | Federico Schwager        | 4.000     | In-House  | Único • Camanchaca  |
| Malleco Unido         | Luis Pérez        | Alberto Larraguibel      | 2.345     | Forza     | CMPC                |
| Municipal Mejillones  | Carlos Rojas      | Rolando Cortés           | 1.500     | Veisport  | Enaex               |
| Municipal Puente Alto | Miguel Valdés     | Municipal de Puente Alto | 1.900     | Givova    | Volcán              |
| Naval                 | Alejandro Pérez   | El Morro                 | 7.200     | Forza     | MDS Casinos         |
| Quintero Unido        | Julio Villarroel  | Raúl Vargas              | 2.500     | Veisport  |                     |

## Clasificación
| Pos. | Equipo                | Pts. | PJ | G  | E | P  | GF | GC | Dif. |  |
| ---- | --------------------- | ---- | -- | -- | - | -- | -- | -- | ---- |  |
| 1    | Atlético Colina       | 39   | 17 | 12 | 3 | 2  | 42 | 11 | +31  |  |
| 2    | Colchagua             | 34   | 17 | 10 | 4 | 3  | 21 | 15 | +6   |  |
| 3    | Imperial Unido        | 31   | 17 | 9  | 4 | 4  | 32 | 17 | +15  |  |
| 4    | Lota Schwager         | 31   | 18 | 9  | 4 | 5  | 27 | 17 | +10  |  |
| 5    | Comunal Cabrero       | 30   | 18 | 9  | 3 | 6  | 31 | 22 | +9   |  |
| 6    | Naval                 | 27   | 17 | 8  | 3 | 6  | 26 | 25 | +1   |  |
| 7    | Aguará                | 26   | 18 | 7  | 5 | 6  | 25 | 25 | 0    |  |
| 8    | Malleco Unido         | 25   | 18 | 7  | 4 | 7  | 25 | 26 | −1   |  |
| 9    | Lautaro de Buin       | 24   | 18 | 8  | 0 | 10 | 23 | 33 | −10  |  |
| 10   | Constitución Unido    | 23   | 18 | 6  | 5 | 7  | 29 | 26 | +3   |  |
| 11   | Chimbarongo FC        | 21   | 18 | 6  | 3 | 9  | 28 | 35 | −7   |  |
| 12   | Quintero Unido        | 21   | 18 | 6  | 3 | 9  | 23 | 30 | −7   |  |
| 13   | Municipal Puente Alto | 19   | 18 | 5  | 4 | 9  | 25 | 34 | −9   |  |
| 14   | Deportes Quillón      | 19   | 18 | 6  | 1 | 11 | 25 | 37 | −12  |  |
| 15   | Municipal Mejillones  | 4    | 18 | 0  | 4 | 14 | 14 | 43 | −29  |  |

Actualizado a los partidos jugados el 17 de agosto de 2025.
 Fuente: Tercera División
     Asciende a la Segunda División.
     Accede a los Play-Offs.
     Relegado a la Promoción.
     Desciende a la Tercera División B.

## Evolución
| Equipo / Fecha        | 01   | 02   | 03   | 04   | 05   | 06   | 07   | 08   | 09   | 10   | 11   | 12   | 13   | 14   | 15   | 16   | 17   | 18   | 19   | 20   | 21 | 22 | 23 | 24 | 25 | 26 | 27 | 28 | 29 | 30 |
| --------------------- | ---- | ---- | ---- | ---- | ---- | ---- | ---- | ---- | ---- | ---- | ---- | ---- | ---- | ---- | ---- | ---- | ---- | ---- | ---- | ---- | -- | -- | -- | -- | -- | -- | -- | -- | -- | -- |
| Atlético Colina       | 10.° | 10.° | 10.° | 11.° | 8.°  | 6.°  | 4.°  | 2.°  | 2.°  | 1.°  | 1.°  | 1.°  | 1.°  | 1.°  | 1.°  | 1.°  | 1.°  | 1.°  | 1.°  | 1.°  | .° | .° | .° | .° | .° | .° | .° | .° | .° | .° |
| Colchagua             | 7.°  | 6.°  | 5.°  | 8.°  | 5.°  | 7.°  | 8.°  | 10.° | 7.°  | 9.°  | 5.°  | 5.°  | 4.°  | 3.°  | 2.°  | 2.°  | 2.°  | 2.°  | 2.°  | .°   | .° | .° | .° | .° | .° | .° | .° | .° | .° | .° |
| Imperial Unido        | 1.°  | 1.°  | 6.°  | 7.°  | 10.° | 11.° | 10.° | 7.°  | 8.°  | 6.°  | 4.°  | 4.°  | 5.°  | 5.°  | 6.°  | 4.°  | 4.°  | 4.°  | 3.°  | .°   | .° | .° | .° | .° | .° | .° | .° | .° | .° | .° |
| Lota Schwager         | 5.°  | 3.°  | 1.°  | 4.°  | 3.°  | 2.°  | 1.°  | 3.°  | 3.°  | 3.°  | 3.°  | 3.°  | 3.°  | 2.°  | 3.°  | 5.°  | 5.°  | 5.°  | 4.°  | .°   | .° | .° | .° | .° | .° | .° | .° | .° | .° | .° |
| Comunal Cabrero       | 12.° | 14.° | 15.° | 14.° | 15.° | 12.° | 11.° | 11.° | 11.° | 12.° | 10.° | 8.°  | 7.°  | 6.°  | 5.°  | 3.°  | 3.°  | 3.°  | 5.°  | .°   | .° | .° | .° | .° | .° | .° | .° | .° | .° | .° |
| Naval                 | 4.°  | 7.°  | 4.°  | 5.°  | 6.°  | 8.°  | 5.°  | 5.°  | 6.°  | 4.°  | 6.°  | 6.°  | 6.°  | 7.°  | 7.°  | 7.°  | 7.°  | 6.°  | 6.°  | .°   | .° | .° | .° | .° | .° | .° | .° | .° | .° | .° |
| Aguará                | 6.°  | 8.°  | 12.° | 9.°  | 9.°  | 9.°  | 12.° | 13.° | 12.° | 10.° | 11.° | 11.° | 10.° | 9.°  | 8.°  | 8.°  | 8.°  | 7.°  | 7.°  | .°   | .° | .° | .° | .° | .° | .° | .° | .° | .° | .° |
| Malleco Unido         | 9.°  | 5.°  | 3.°  | 1.°  | 1.°  | 3.°  | 2.°  | 1.°  | 1.°  | 2.°  | 2.°  | 2.°  | 2.°  | 4.°  | 4.°  | 6.°  | 6.°  | 8.°  | 8.°  | .°   | .° | .° | .° | .° | .° | .° | .° | .° | .° | .° |
| Lautaro de Buin       | 14.° | 15.° | 9.°  | 12.° | 13.° | 10.° | 9.°  | 6.°  | 4.°  | 5.°  | 7.°  | 7.°  | 8.°  | 8.°  | 9.°  | 10.° | 10.° | 9.°  | 9.°  | .°   | .° | .° | .° | .° | .° | .° | .° | .° | .° | .° |
| Constitución Unido    | 11.° | 11.° | 13.° | 10.° | 11.° | 13.° | 13.° | 12.° | 13.° | 13.° | 13.° | 12.° | 12.° | 11.° | 10.° | 11.° | 11.° | 11.° | 10.° | .°   | .° | .° | .° | .° | .° | .° | .° | .° | .° | .° |
| Chimbarongo FC        | 13.° | 12.° | 8.°  | 3.°  | 7.°  | 5.°  | 6.°  | 9.°  | 10.° | 11.° | 12.° | 13.° | 13.° | 13.° | 13.° | 14.° | 13.° | 12.° | 11.° | .°   | .° | .° | .° | .° | .° | .° | .° | .° | .° | .° |
| Quintero Unido        | 3.°  | 4.°  | 2.°  | 6.°  | 4.°  | 4.°  | 7.°  | 8.°  | 9.°  | 7.°  | 8.°  | 9.°  | 9.°  | 10.° | 11.° | 9.°  | 9.°  | 10.° | 12.° | .°   | .° | .° | .° | .° | .° | .° | .° | .° | .° | .° |
| Municipal Puente Alto | 15.° | 13.° | 14.° | 15.° | 12.° | 14.° | 14.° | 14.° | 14.° | 14.° | 14.° | 14.° | 14.° | 14.° | 14.° | 12.° | 14.° | 13.° | 13.° | .°   | .° | .° | .° | .° | .° | .° | .° | .° | .° | .° |
| Deportes Quillón      | 2.°  | 2.°  | 7.°  | 2.°  | 2.°  | 1.°  | 3.°  | 4.°  | 5.°  | 8.°  | 9.°  | 10.° | 11.° | 12.° | 12.° | 13.° | 12.° | 14.° | 14.° | .°   | .° | .° | .° | .° | .° | .° | .° | .° | .° | .° |
| Municipal Mejillones  | 8.°  | 9.°  | 11.° | 13.° | 14.° | 15.° | 15.° | 15.° | 15.° | 15.° | 15.° | 15.° | 15.° | 15.° | 15.° | 15.° | 15.° | 15.° | 15.° | 15.° | .° | .° | .° | .° | .° | .° | .° | .° | .° | .° |

     Equipo libre de cada jornada.

## Resultados
- Los horarios corresponden al huso horario de Chile: UTC-4 en horario estándar y UTC-3 en horario de verano.

### Primera rueda
| Fecha 1                | Fecha 1   | Fecha 1               | Fecha 1                  | Fecha 1    | Fecha 1 |
| Local                  | Resultado | Visita                | Estadio                  | Fecha      | Hora    |
| ---------------------- | --------- | --------------------- | ------------------------ | ---------- | ------- |
| Deportes Quillón       | 3 - 0     | Municipal Puente Alto | Complejo CQ              | 5 de abril | 15:00   |
| Municipal Mejillones   | 0 - 0     | Aguará                | Rolando Cortés           | 5 de abril | 16:00   |
| Chimbarongo FC         | 1 - 2     | Naval                 | Municipal de Chimbarongo | 5 de abril | 16:30   |
| Quintero Unido         | 3 - 2     | Constitución Unido    | Raúl Vargas              | 5 de abril | 19:00   |
| Lautaro de Buin        | 1 - 4     | Imperial Unido        | Lautaro de Buin          | 6 de abril | 12:00   |
| Malleco Unido          | 0 - 0     | Colchagua             | Alberto Larraguibel      | 6 de abril | 16:00   |
| Lota Schwager          | 2 - 1     | Comunal Cabrero       | Federico Schwager        | 6 de abril | 16:00   |
| Libre: Atlético Colina |           |                       |                          |            |         |

| Fecha 2               | Fecha 2   | Fecha 2              | Fecha 2                  | Fecha 2     | Fecha 2 |
| Local                 | Resultado | Visita               | Estadio                  | Fecha       | Hora    |
| --------------------- | --------- | -------------------- | ------------------------ | ----------- | ------- |
| Municipal Puente Alto | 1 - 1     | Quintero Unido       | Municipal de Puente Alto | 11 de abril | 20:00   |
| Comunal Cabrero       | 2 - 3     | Malleco Unido        | Luis Chavarría           | 12 de abril | 16:00   |
| Chimbarongo FC        | 0 - 0     | Municipal Mejillones | Municipal de Chimbarongo | 12 de abril | 16:30   |
| Constitución Unido    | 2 - 2     | Lota Schwager        | Enrique Donn             | 12 de abril | 18:30   |
| Colchagua             | 2 - 1     | Lautaro de Buin      | Jorge Silva              | 12 de abril | 19:00   |
| Aguará                | 2 - 2     | Deportes Quillón     | Municipal de San Joaquín | 12 de abril | 20:00   |
| Imperial Unido        | 1 - 1     | Atlético Colina      | El Alto                  | 13 de abril | 16:00   |
| Libre: Naval          |           |                      |                          |             |         |

| Fecha 3               | Fecha 3   | Fecha 3               | Fecha 3             | Fecha 3     | Fecha 3 |
| Local                 | Resultado | Visita                | Estadio             | Fecha       | Hora    |
| --------------------- | --------- | --------------------- | ------------------- | ----------- | ------- |
| Atlético Colina       | 1 - 1     | Colchagua             | Manuel Rojas        | 26 de abril | 12:00   |
| Lautaro de Buin       | 1 - 0     | Comunal Cabrero       | Lautaro de Buin     | 26 de abril | 15:00   |
| Municipal Mejillones  | 0 - 1     | Naval                 | Rolando Cortés      | 26 de abril | 15:00   |
| Deportes Quillón      | 1 - 3     | Chimbarongo FC        | Complejo CQ         | 26 de abril | 15:30   |
| Quintero Unido        | 2 - 0     | Aguará                | Raúl Vargas         | 26 de abril | 18:00   |
| Malleco Unido         | 1 - 0     | Constitución Unido    | Alberto Larraguibel | 27 de abril | 15:30   |
| Lota Schwager         | 3 - 1     | Municipal Puente Alto | Federico Schwager   | 27 de abril | 16:00   |
| Libre: Imperial Unido |           |                       |                     |             |         |

| Fecha 4               | Fecha 4   | Fecha 4          | Fecha 4                        | Fecha 4   | Fecha 4 |
| Local                 | Resultado | Visita           | Estadio                        | Fecha     | Hora    |
| --------------------- | --------- | ---------------- | ------------------------------ | --------- | ------- |
| Municipal Puente Alto | 0 - 1     | Malleco Unido    | Municipal de Puente Alto       | 2 de mayo | 20:00   |
| Comunal Cabrero       | 1 - 1     | Atlético Colina  | Complejo Deportivo Nº3 Cabrero | 3 de mayo | 15:00   |
| Municipal Mejillones  | 1 - 4     | Deportes Quillón | Rolando Cortés                 | 3 de mayo | 15:00   |
| Naval                 | 1 - 1     | Imperial Unido   | El Morro                       | 3 de mayo | 15:30   |
| Chimbarongo FC        | 4 - 2     | Quintero Unido   | Municipal de Chimbarongo       | 3 de mayo | 16:00   |
| Constitución Unido    | 1 - 0     | Lautaro de Buin  | Enrique Donn                   | 3 de mayo | 17:00   |
| Aguará                | 1 - 0     | Lota Schwager    | Municipal de San Joaquín       | 3 de mayo | 18:00   |
| Libre: Colchagua      |           |                  |                                |           |         |

| Fecha 5                | Fecha 5   | Fecha 5               | Fecha 5             | Fecha 5    | Fecha 5 |
| Local                  | Resultado | Visita                | Estadio             | Fecha      | Hora    |
| ---------------------- | --------- | --------------------- | ------------------- | ---------- | ------- |
| Atlético Colina        | 2 - 0     | Constitución Unido    | Manuel Rojas        | 10 de mayo | 12:00   |
| Lautaro de Buin        | 1 - 3     | Municipal Puente Alto | Lautaro de Buin     | 10 de mayo | 15:00   |
| Deportes Quillón       | 4 - 3     | Naval                 | José Campos         | 10 de mayo | 15:30   |
| Lota Schwager          | 3 - 0     | Chimbarongo FC        | Federico Schwager   | 10 de mayo | 17:00   |
| Quintero Unido         | 3 - 1     | Municipal Mejillones  | Raúl Vargas         | 10 de mayo | 18:00   |
| Imperial Unido         | 1 - 2     | Colchagua             | El Alto             | 11 de mayo | 15:30   |
| Malleco Unido          | 2 - 2     | Aguará                | Alberto Larraguibel | 11 de mayo | 15:30   |
| Libre: Comunal Cabrero |           |                       |                     |            |         |

| Fecha 6                   | Fecha 6   | Fecha 6         | Fecha 6                        | Fecha 6    | Fecha 6 |
| Local                     | Resultado | Visita          | Estadio                        | Fecha      | Hora    |
| ------------------------- | --------- | --------------- | ------------------------------ | ---------- | ------- |
| Municipal Puente Alto     | 0 - 5     | Atlético Colina | Municipal de Puente Alto       | 16 de mayo | 20:00   |
| Municipal Mejillones      | 1 - 1     | Lota Schwager   | Rolando Cortés                 | 17 de mayo | 15:00   |
| Chimbarongo FC            | 3 - 1     | Malleco Unido   | Deportivo Chile                | 17 de mayo | 15:00   |
| Aguará                    | 2 - 3     | Lautaro de Buin | Municipal de San Joaquín       | 17 de mayo | 15:00   |
| Deportes Quillón          | 1 - 0     | Quintero Unido  | Complejo CQ                    | 17 de mayo | 15:30   |
| Naval                     | 0 - 0     | Colchagua       | El Morro                       | 17 de mayo | 15:30   |
| Comunal Cabrero           | 1 - 0     | Imperial Unido  | Complejo Deportivo Nº3 Cabrero | 17 de mayo | 18:00   |
| Libre: Constitución Unido |           |                 |                                |            |         |

| Fecha 7                      | Fecha 7   | Fecha 7              | Fecha 7             | Fecha 7    | Fecha 7 |
| Local                        | Resultado | Visita               | Estadio             | Fecha      | Hora    |
| ---------------------------- | --------- | -------------------- | ------------------- | ---------- | ------- |
| Atlético Colina              | 2 - 1     | Aguará               | Manuel Rojas        | 24 de mayo | 12:00   |
| Imperial Unido               | 2 - 0     | Constitución Unido   | El Alto             | 24 de mayo | 14:00   |
| Lautaro de Buin              | 2 - 1     | Chimbarongo FC       | Lautaro de Buin     | 24 de mayo | 15:00   |
| Lota Schwager                | 2 - 0     | Deportes Quillón     | Federico Schwager   | 24 de mayo | 16:00   |
| Quintero Unido               | 1 - 2     | Naval                | Raúl Vargas         | 24 de mayo | 18:00   |
| Colchagua                    | 0 - 5     | Comunal Cabrero      | Jorge Silva         | 25 de mayo | 15:00   |
| Malleco Unido                | 1 - 0     | Municipal Mejillones | Alberto Larraguibel | 25 de mayo | 15:00   |
| Libre: Municipal Puente Alto |           |                      |                     |            |         |

| Fecha 8               | Fecha 8   | Fecha 8         | Fecha 8                  | Fecha 8    | Fecha 8 |
| Local                 | Resultado | Visita          | Estadio                  | Fecha      | Hora    |
| --------------------- | --------- | --------------- | ------------------------ | ---------- | ------- |
| Municipal Puente Alto | 1 - 4     | Imperial Unido  | Municipal de Puente Alto | 30 de mayo | 20:00   |
| Deportes Quillón      | 0 - 3     | Malleco Unido   | Complejo CQ              | 31 de mayo | 12:00   |
| Municipal Mejillones  | 2 - 4     | Lautaro de Buin | Rolando Cortés           | 31 de mayo | 15:00   |
| Constitución Unido    | 1 - 0     | Colchagua       | Enrique Donn             | 31 de mayo | 15:30   |
| Naval                 | 0 - 0     | Comunal Cabrero | El Morro                 | 31 de mayo | 15:30   |
| Chimbarongo FC        | 0 - 5     | Atlético Colina | Municipal de Chimbarongo | 31 de mayo | 17:00   |
| Quintero Unido        | 0 - 0     | Lota Schwager   | Raúl Vargas              | 31 de mayo | 18:00   |
| Libre: Aguará         |           |                 |                          |            |         |

| Fecha 9               | Fecha 9   | Fecha 9               | Fecha 9                        | Fecha 9    | Fecha 9 |
| Local                 | Resultado | Visita                | Estadio                        | Fecha      | Hora    |
| --------------------- | --------- | --------------------- | ------------------------------ | ---------- | ------- |
| Atlético Colina       | 3 - 1     | Municipal Mejillones  | Manuel Rojas                   | 7 de junio | 12:00   |
| Lautaro de Buin       | 2 - 1     | Deportes Quillón      | Lautaro de Buin                | 7 de junio | 12:00   |
| Lota Schwager         | 3 - 0     | Naval                 | Federico Schwager              | 7 de junio | 15:30   |
| Comunal Cabrero       | 1 - 1     | Constitución Unido    | Complejo Deportivo Nº3 Cabrero | 7 de junio | 18:00   |
| Colchagua             | 1 - 0     | Municipal Puente Alto | Jorge Silva                    | 8 de junio | 15:00   |
| Malleco Unido         | 3 - 0     | Quintero Unido        | Alberto Larraguibel            | 8 de junio | 15:00   |
| Imperial Unido        | 1 - 2     | Aguará                | El Alto                        | 8 de junio | 15:00   |
| Libre: Chimbarongo FC |           |                       |                                |            |         |

| Fecha 10                    | Fecha 10  | Fecha 10           | Fecha 10                 | Fecha 10    | Fecha 10 |
| Local                       | Resultado | Visita             | Estadio                  | Fecha       | Hora     |
| --------------------------- | --------- | ------------------ | ------------------------ | ----------- | -------- |
| Naval                       | 2 - 1     | Constitución Unido | El Morro                 | 13 de junio | 15:30    |
| Lota Schwager               | 3 - 3     | Malleco Unido      | Federico Schwager        | 13 de junio | 15:30    |
| Municipal Puente Alto       | 4 - 2     | Comunal Cabrero    | Municipal de Puente Alto | 13 de junio | 20:00    |
| Deportes Quillón            | 1 - 4     | Atlético Colina    | Complejo CQ              | 14 de junio | 12:00    |
| Aguará                      | 1 - 1     | Colchagua          | Municipal de San Joaquín | 14 de junio | 15:00    |
| Chimbarongo FC              | 2 - 5     | Imperial Unido     | Luis Hernán Álvarez      | 14 de junio | 16:00    |
| Quintero Unido              | 3 - 2     | Lautaro de Buin    | Raúl Vargas              | 14 de junio | 18:00    |
| Libre: Municipal Mejillones |           |                    |                          |             |          |

| Fecha 11                | Fecha 11  | Fecha 11              | Fecha 11                       | Fecha 11    | Fecha 11 |
| Local                   | Resultado | Visita                | Estadio                        | Fecha       | Hora     |
| ----------------------- | --------- | --------------------- | ------------------------------ | ----------- | -------- |
| Comunal Cabrero         | 3 - 2     | Aguará                | Complejo Deportivo Nº3 Cabrero | 20 de junio | 12:00    |
| Colchagua               | 2 - 1     | Chimbarongo FC        | Jorge Silva                    | 20 de junio | 15:00    |
| Lautaro de Buin         | 0 - 1     | Lota Schwager         | Lautaro de Buin                | 21 de junio | 12:00    |
| Atlético Colina         | 5 - 0     | Quintero Unido        | Manuel Rojas                   | 21 de junio | 12:00    |
| Constitución Unido      | 3 - 3     | Municipal Puente Alto | Enrique Donn                   | 21 de junio | 15:30    |
| Imperial Unido          | 1 - 0     | Municipal Mejillones  | El Alto                        | 22 de junio | 14:00    |
| Malleco Unido           | 3 - 1     | Naval                 | Alberto Larraguibel            | 22 de junio | 15:00    |
| Libre: Deportes Quillón |           |                       |                                |             |          |

| Fecha 12              | Fecha 12  | Fecha 12              | Fecha 12                 | Fecha 12    | Fecha 12 |
| Local                 | Resultado | Visita                | Estadio                  | Fecha       | Hora     |
| --------------------- | --------- | --------------------- | ------------------------ | ----------- | -------- |
| Aguará                | 1 - 1     | Constitución Unido    | Municipal de San Joaquín | 28 de junio | 15:00    |
| Naval                 | 2 - 1     | Municipal Puente Alto | El Morro                 | 28 de junio | 15:00    |
| Lota Schwager         | 0 - 1     | Atlético Colina       | Federico Schwager        | 28 de junio | 15:00    |
| Deportes Quillón      | 0 - 1     | Imperial Unido        | Complejo CQ              | 28 de junio | 15:00    |
| Municipal Mejillones  | 2 - 4     | Colchagua             | Rolando Cortés           | 28 de junio | 15:00    |
| Malleco Unido         | 0 - 1     | Lautaro de Buin       | Alberto Larraguibel      | 28 de junio | 15:30    |
| Chimbarongo FC        | 1 - 2     | Comunal Cabrero       | Municipal de Chimbarongo | 28 de junio | 16:00    |
| Libre: Quintero Unido |           |                       |                          |             |          |

| Fecha 13              | Fecha 13  | Fecha 13             | Fecha 13                       | Fecha 13   | Fecha 13 |
| Local                 | Resultado | Visita               | Estadio                        | Fecha      | Hora     |
| --------------------- | --------- | -------------------- | ------------------------------ | ---------- | -------- |
| Municipal Puente Alto | 1 - 2     | Aguará               | Municipal de Puente Alto       | 4 de julio | 20:00    |
| Lautaro de Buin       | 1 - 2     | Naval                | Lautaro de Buin                | 5 de julio | 12:00    |
| Atlético Colina       | 5 - 1     | Malleco Unido        | Manuel Rojas                   | 5 de julio | 12:00    |
| Comunal Cabrero       | 1 - 0     | Municipal Mejillones | Complejo Deportivo Nº3 Cabrero | 5 de julio | 12:00    |
| Constitución Unido    | 2 - 2     | Chimbarongo FC       | Enrique Donn                   | 5 de julio | 15:30    |
| Colchagua             | 2 - 0     | Deportes Quillón     | Jorge Silva                    | 6 de julio | 12:30    |
| Imperial Unido        | 1 - 1     | Quintero Unido       | El Alto                        | 6 de julio | 15:00    |
| Libre: Lota Schwager  |           |                      |                                |            |          |

| Fecha 14             | Fecha 14  | Fecha 14              | Fecha 14                 | Fecha 14    | Fecha 14 |
| Local                | Resultado | Visita                | Estadio                  | Fecha       | Hora     |
| -------------------- | --------- | --------------------- | ------------------------ | ----------- | -------- |
| Lautaro de Buin      | 1 - 4     | Atlético Colina       | Lautaro de Buin          | 12 de julio | 12:00    |
| Deportes Quillón     | 1 - 2     | Comunal Cabrero       | Complejo CQ              | 12 de julio | 12:00    |
| Lota Schwager        | 2 - 1     | Imperial Unido        | Federico Schwager        | 12 de julio | 15:00    |
| Chimbarongo FC       | 1 - 1     | Municipal Puente Alto | Municipal de Chimbarongo | 12 de julio | 15:00    |
| Naval                | 1 - 2     | Aguará                | El Morro                 | 12 de julio | 15:00    |
| Municipal Mejillones | 2 - 6     | Constitución Unido    | Rolando Cortés           | 12 de julio | 15:00    |
| Quintero Unido       | 1 - 2     | Colchagua             | Raúl Vargas              | 12 de julio | 18:00    |
| Libre: Malleco Unido |           |                       |                          |             |          |

| Fecha 15               | Fecha 15  | Fecha 15             | Fecha 15                       | Fecha 15    | Fecha 15 |
| Local                  | Resultado | Visita               | Estadio                        | Fecha       | Hora     |
| ---------------------- | --------- | -------------------- | ------------------------------ | ----------- | -------- |
| Municipal Puente Alto  | 1 - 1     | Municipal Mejillones | Municipal de Puente Alto       | 18 de julio | 20:00    |
| Atlético Colina        | 2 - 1     | Naval                | Manuel Rojas                   | 19 de julio | 12:00    |
| Aguará                 | 3 - 0     | Chimbarongo FC       | Municipal de San Joaquín       | 19 de julio | 15:00    |
| Constitución Unido     | 5 - 1     | Deportes Quillón     | Enrique Donn                   | 19 de julio | 15:00    |
| Comunal Cabrero        | 3 - 2     | Quintero Unido       | Complejo Deportivo Nº3 Cabrero | 19 de julio | 17:00    |
| Imperial Unido         | 1 - 1     | Malleco Unido        | El Alto                        | 20 de julio | 15:00    |
| Colchagua              | 2 - 0     | Lota Schwager        | Jorge Silva                    | 20 de julio | 15:00    |
| Libre: Lautaro de Buin |           |                      |                                |             |          |

### Segunda rueda
| Fecha 16               | Fecha 16  | Fecha 16             | Fecha 16                 | Fecha 16    | Fecha 16 |
| Local                  | Resultado | Visita               | Estadio                  | Fecha       | Hora     |
| ---------------------- | --------- | -------------------- | ------------------------ | ----------- | -------- |
| Municipal Puente Alto  | 4 - 1     | Deportes Quillón     | Municipal de Puente Alto | 25 de julio | 20:00    |
| Colchagua              | 1 - 0     | Malleco Unido        | Jorge Silva              | 26 de julio | 12:00    |
| Naval                  | 3 - 0     | Chimbarongo FC       | El Morro                 | 26 de julio | 15:00    |
| Aguará                 | 2 - 1     | Municipal Mejillones | Municipal de San Joaquín | 26 de julio | 15:00    |
| Constitución Unido     | 0 - 2     | Quintero Unido       | Enrique Donn             | 26 de julio | 15:00    |
| Comunal Cabrero        | 2 - 0     | Lota Schwager        | Luis Chavarría           | 26 de julio | 16:00    |
| Imperial Unido         | 3 - 0     | Lautaro de Buin      | El Alto                  | 27 de julio | 15:00    |
| Libre: Atlético Colina |           |                      |                          |             |          |

| Fecha 17             | Fecha 17  | Fecha 17              | Fecha 17            | Fecha 17    | Fecha 17 |
| Local                | Resultado | Visita                | Estadio             | Fecha       | Hora     |
| -------------------- | --------- | --------------------- | ------------------- | ----------- | -------- |
| Municipal Mejillones | 1 - 5     | Chimbarongo FC        | Rolando Cortés      | 2 de agosto | 12:00    |
| Deportes Quillón     | 2 - 0     | Aguará                | Complejo CQ         | 2 de agosto | 12:00    |
| Atlético Colina      | 0 - 1     | Imperial Unido        | Manuel Rojas        | 2 de agosto | 12:00    |
| Lautaro de Buin      | 1 - 0     | Colchagua             | Lautaro de Buin     | 2 de agosto | 12:00    |
| Lota Schwager        | 2 - 0     | Constitución Unido    | Federico Schwager   | 2 de agosto | 15:00    |
| Quintero Unido       | 1 - 0     | Municipal Puente Alto | Raúl Vargas         | 3 de agosto | 12:00    |
| Malleco Unido        | 1 - 4     | Comunal Cabrero       | Alberto Larraguibel | 3 de agosto | 16:00    |
| Libre: Naval         |           |                       |                     |             |          |

| Fecha 18              | Fecha 18  | Fecha 18             | Fecha 18                 | Fecha 18     | Fecha 18 |
| Local                 | Resultado | Visita               | Estadio                  | Fecha        | Hora     |
| --------------------- | --------- | -------------------- | ------------------------ | ------------ | -------- |
| Municipal Puente Alto | 2 - 1     | Lota Schwager        | Municipal de Puente Alto | 8 de agosto  | 20:00    |
| Chimbarongo FC        | 3 - 0     | Deportes Quillón     | Municipal de Chimbarongo | 9 de agosto  | 12:00    |
| Constitución Unido    | 1 - 0     | Malleco Unido        | Enrique Donn             | 9 de agosto  | 15:00    |
| Naval                 | 3 - 1     | Municipal Mejillones | El Morro                 | 9 de agosto  | 15:00    |
| Aguará                | 2 - 1     | Quintero Unido       | Municipal de San Joaquín | 9 de agosto  | 15:00    |
| Comunal Cabrero       | 1 - 2     | Lautaro de Buin      | Luis Chavarría           | 9 de agosto  | 16:00    |
| Colchagua             | 1 - 0     | Atlético Colina      | Jorge Silva              | 10 de agosto | 12:30    |
| Libre: Imperial Unido |           |                      |                          |              |          |

| Fecha 19         | Fecha 19  | Fecha 19              | Fecha 19            | Fecha 19     | Fecha 19 |
| Local            | Resultado | Visita                | Estadio             | Fecha        | Hora     |
| ---------------- | --------- | --------------------- | ------------------- | ------------ | -------- |
| Imperial Unido   | 4 - 2     | Naval                 | El Alto             | 15 de agosto | 12:00    |
| Deportes Quillón | 3 - 0     | Municipal Mejillones  | Complejo CQ         | 16 de agosto | 12:00    |
| Atlético Colina  | 1 - 0     | Comunal Cabrero       | Manuel Rojas        | 16 de agosto | 12:00    |
| Lautaro de Buin  | 0 - 3     | Constitución Unido    | Lautaro de Buin     | 16 de agosto | 12:00    |
| Quintero Unido   | 0 - 1     | Chimbarongo FC        | Raúl Vargas         | 16 de agosto | 18:00    |
| Lota Schwager    | 2 - 0     | Aguará                | Federico Schwager   | 17 de agosto | 15:00    |
| Malleco Unido    | 1 - 2     | Municipal Puente Alto | Alberto Larraguibel | 17 de agosto | 16:00    |
| Libre: Colchagua |           |                       |                     |              |          |

| Fecha 20               | Fecha 20  | Fecha 20         | Fecha 20                 | Fecha 20     | Fecha 20 |
| Local                  | Resultado | Visita           | Estadio                  | Fecha        | Hora     |
| ---------------------- | --------- | ---------------- | ------------------------ | ------------ | -------- |
| Municipal Puente Alto  | vs        | Lautaro de Buin  | Municipal de Puente Alto | 22 de agosto | 20:00    |
| Naval                  | vs        | Deportes Quillón | El Morro                 | 23 de agosto | 15:00    |
| Constitución Unido     | vs        | Atlético Colina  | Enrique Donn             | 23 de agosto | 17:00    |
| Chimbarongo FC         | vs        | Lota Schwager    |                          | 23 de agosto |          |
| Municipal Mejillones   | vs        | Quintero Unido   |                          | 23 de agosto |          |
| Aguará                 | vs        | Malleco Unido    |                          | 23 de agosto |          |
| Colchagua              | vs        | Imperial Unido   | Jorge Silva              | 24 de agosto | 15:30    |
| Libre: Comunal Cabrero |           |                  |                          |              |          |

| Fecha 21                  | Fecha 21  | Fecha 21              | Fecha 21 | Fecha 21     | Fecha 21 |
| Local                     | Resultado | Visita                | Estadio  | Fecha        | Hora     |
| ------------------------- | --------- | --------------------- | -------- | ------------ | -------- |
| Atlético Colina           | vs        | Municipal Puente Alto |          | 31 de agosto |          |
| Malleco Unido             | vs        | Chimbarongo FC        |          | 31 de agosto |          |
| Lautaro de Buin           | vs        | Aguará                |          | 31 de agosto |          |
| Imperial Unido            | vs        | Comunal Cabrero       |          | 31 de agosto |          |
| Colchagua                 | vs        | Naval                 |          | 31 de agosto |          |
| Quintero Unido            | vs        | Deportes Quillón      |          | 31 de agosto |          |
| Lota Schwager             | vs        | Municipal Mejillones  |          | 31 de agosto |          |
| Libre: Constitución Unido |           |                       |          |              |          |

| Fecha 22                     | Fecha 22  | Fecha 22        | Fecha 22 | Fecha 22        | Fecha 22 |
| Local                        | Resultado | Visita          | Estadio  | Fecha           | Hora     |
| ---------------------------- | --------- | --------------- | -------- | --------------- | -------- |
| Municipal Mejillones         | vs        | Malleco Unido   |          | 7 de septiembre |          |
| Deportes Quillón             | vs        | Lota Schwager   |          | 7 de septiembre |          |
| Aguará                       | vs        | Atlético Colina |          | 7 de septiembre |          |
| Naval                        | vs        | Quintero Unido  |          | 7 de septiembre |          |
| Chimbarongo FC               | vs        | Lautaro de Buin |          | 7 de septiembre |          |
| Comunal Cabrero              | vs        | Colchagua       |          | 7 de septiembre |          |
| Constitución Unido           | vs        | Imperial Unido  |          | 7 de septiembre |          |
| Libre: Municipal Puente Alto |           |                 |          |                 |          |

| Fecha 23        | Fecha 23  | Fecha 23              | Fecha 23 | Fecha 23         | Fecha 23 |
| Local           | Resultado | Visita                | Estadio  | Fecha            | Hora     |
| --------------- | --------- | --------------------- | -------- | ---------------- | -------- |
| Lota Schwager   | vs        | Quintero Unido        |          | 14 de septiembre |          |
| Atlético Colina | vs        | Chimbarongo FC        |          | 14 de septiembre |          |
| Comunal Cabrero | vs        | Naval                 |          | 14 de septiembre |          |
| Lautaro de Buin | vs        | Municipal Mejillones  |          | 14 de septiembre |          |
| Malleco Unido   | vs        | Deportes Quillón      |          | 14 de septiembre |          |
| Colchagua       | vs        | Constitución Unido    |          | 14 de septiembre |          |
| Imperial Unido  | vs        | Municipal Puente Alto |          | 14 de septiembre |          |
| Libre: Aguará   |           |                       |          |                  |          |

| Fecha 24              | Fecha 24  | Fecha 24        | Fecha 24 | Fecha 24         | Fecha 24 |
| Local                 | Resultado | Visita          | Estadio  | Fecha            | Hora     |
| --------------------- | --------- | --------------- | -------- | ---------------- | -------- |
| Constitución Unido    | vs        | Comunal Cabrero |          | 28 de septiembre |          |
| Quintero Unido        | vs        | Malleco Unido   |          | 28 de septiembre |          |
| Deportes Quillón      | vs        | Lautaro de Buin |          | 28 de septiembre |          |
| Aguará                | vs        | Imperial Unido  |          | 28 de septiembre |          |
| Naval                 | vs        | Lota Schwager   |          | 28 de septiembre |          |
| Municipal Puente Alto | vs        | Colchagua       |          | 28 de septiembre |          |
| Municipal Mejillones  | vs        | Atlético Colina |          | 28 de septiembre |          |
| Libre: Chimbarongo FC |           |                 |          |                  |          |

| Fecha 25                    | Fecha 25  | Fecha 25              | Fecha 25 | Fecha 25     | Fecha 25 |
| Local                       | Resultado | Visita                | Estadio  | Fecha        | Hora     |
| --------------------------- | --------- | --------------------- | -------- | ------------ | -------- |
| Atlético Colina             | vs        | Deportes Quillón      |          | 5 de octubre |          |
| Comunal Cabrero             | vs        | Municipal Puente Alto |          | 5 de octubre |          |
| Lautaro de Buin             | vs        | Quintero Unido        |          | 5 de octubre |          |
| Malleco Unido               | vs        | Lota Schwager         |          | 5 de octubre |          |
| Colchagua                   | vs        | Aguará                |          | 5 de octubre |          |
| Imperial Unido              | vs        | Chimbarongo FC        |          | 5 de octubre |          |
| Constitución Unido          | vs        | Naval                 |          | 5 de octubre |          |
| Libre: Municipal Mejillones |           |                       |          |              |          |

| Fecha 26                | Fecha 26  | Fecha 26           | Fecha 26 | Fecha 26      | Fecha 26 |
| Local                   | Resultado | Visita             | Estadio  | Fecha         | Hora     |
| ----------------------- | --------- | ------------------ | -------- | ------------- | -------- |
| Aguará                  | vs        | Comunal Cabrero    |          | 12 de octubre |          |
| Lota Schwager           | vs        | Lautaro de Buin    |          | 12 de octubre |          |
| Municipal Puente Alto   | vs        | Constitución Unido |          | 12 de octubre |          |
| Municipal Mejillones    | vs        | Imperial Unido     |          | 12 de octubre |          |
| Chimbarongo FC          | vs        | Colchagua          |          | 12 de octubre |          |
| Quintero Unido          | vs        | Atlético Colina    |          | 12 de octubre |          |
| Naval                   | vs        | Malleco Unido      |          | 12 de octubre |          |
| Libre: Deportes Quillón |           |                    |          |               |          |

| Fecha 27              | Fecha 27  | Fecha 27             | Fecha 27 | Fecha 27      | Fecha 27 |
| Local                 | Resultado | Visita               | Estadio  | Fecha         | Hora     |
| --------------------- | --------- | -------------------- | -------- | ------------- | -------- |
| Municipal Puente Alto | vs        | Naval                |          | 19 de octubre |          |
| Comunal Cabrero       | vs        | Chimbarongo FC       |          | 19 de octubre |          |
| Lautaro de Buin       | vs        | Malleco Unido        |          | 19 de octubre |          |
| Imperial Unido        | vs        | Deportes Quillón     |          | 19 de octubre |          |
| Colchagua             | vs        | Municipal Mejillones |          | 19 de octubre |          |
| Atlético Colina       | vs        | Lota Schwager        |          | 19 de octubre |          |
| Constitución Unido    | vs        | Aguará               |          | 19 de octubre |          |
| Libre: Quintero Unido |           |                      |          |               |          |

| Fecha 28             | Fecha 28  | Fecha 28              | Fecha 28 | Fecha 28      | Fecha 28 |
| Local                | Resultado | Visita                | Estadio  | Fecha         | Hora     |
| -------------------- | --------- | --------------------- | -------- | ------------- | -------- |
| Deportes Quillón     | vs        | Colchagua             |          | 26 de octubre |          |
| Quintero Unido       | vs        | Imperial Unido        |          | 26 de octubre |          |
| Naval                | vs        | Lautaro de Buin       |          | 26 de octubre |          |
| Aguará               | vs        | Municipal Puente Alto |          | 26 de octubre |          |
| Malleco Unido        | vs        | Atlético Colina       |          | 26 de octubre |          |
| Chimbarongo FC       | vs        | Constitución Unido    |          | 26 de octubre |          |
| Municipal Mejillones | vs        | Comunal Cabrero       |          | 26 de octubre |          |
| Libre: Lota Schwager |           |                       |          |               |          |

| Fecha 29              | Fecha 29  | Fecha 29             | Fecha 29 | Fecha 29       | Fecha 29 |
| Local                 | Resultado | Visita               | Estadio  | Fecha          | Hora     |
| --------------------- | --------- | -------------------- | -------- | -------------- | -------- |
| Atlético Colina       | vs        | Lautaro de Buin      |          | 2 de noviembre |          |
| Constitución Unido    | vs        | Municipal Mejillones |          | 2 de noviembre |          |
| Aguará                | vs        | Naval                |          | 2 de noviembre |          |
| Comunal Cabrero       | vs        | Deportes Quillón     |          | 2 de noviembre |          |
| Municipal Puente Alto | vs        | Chimbarongo FC       |          | 2 de noviembre |          |
| Imperial Unido        | vs        | Lota Schwager        |          | 2 de noviembre |          |
| Colchagua             | vs        | Quintero Unido       |          | 2 de noviembre |          |
| Libre: Malleco Unido  |           |                      |          |                |          |

| Fecha 30               | Fecha 30  | Fecha 30              | Fecha 30 | Fecha 30       | Fecha 30 |
| Local                  | Resultado | Visita                | Estadio  | Fecha          | Hora     |
| ---------------------- | --------- | --------------------- | -------- | -------------- | -------- |
| Naval                  | vs        | Atlético Colina       |          | 9 de noviembre |          |
| Quintero Unido         | vs        | Comunal Cabrero       |          | 9 de noviembre |          |
| Lota Schwager          | vs        | Colchagua             |          | 9 de noviembre |          |
| Chimbarongo FC         | vs        | Aguará                |          | 9 de noviembre |          |
| Malleco Unido          | vs        | Imperial Unido        |          | 9 de noviembre |          |
| Deportes Quillón       | vs        | Constitución Unido    |          | 9 de noviembre |          |
| Municipal Mejillones   | vs        | Municipal Puente Alto |          | 9 de noviembre |          |
| Libre: Lautaro de Buin |           |                       |          |                |          |

## Campeón
|  |
|  |
|  |

## Estadísticas

### Goleadores
Actualizado el: 19 de agosto de 2025

Fuente:Tercera División
| Jugador         | Equipo             | Goles |
| --------------- | ------------------ | ----- |
| Patricio Muñoz  | Atlético Colina    | 16    |
| Felipe Zúñiga   | Imperial Unido     | 14    |
| Bastián Arraño  | Constitución Unido | 11    |
| Darío Roa       | Comunal Cabrero    | 10    |
| Lucas Benavides | Malleco Unido      | 9     |

### Tripletes o  más
Actualizado el: 29 de julio de 2025

Fuente:Tercera División
| Fecha      | Jugador          | Goles       | Local                 | Resultado | Visitante        |
| ---------- | ---------------- | ----------- | --------------------- | --------- | ---------------- |
| 06/04/2025 | Felipe Zúñiga    | 64' 72' 78' | Lautaro de Buin       | 1 - 4     | Imperial Unido   |
| 31/05/2025 | Kevin Rojas      | 27' 42' 63' | Municipal Mejillones  | 2 - 4     | Lautaro de Buin  |
| 14/06/2025 | Felipe Zúñiga    | 63' 69' 90' | Chimbarongo FC        | 2 - 5     | Imperial Unido   |
| 14/06/2025 | Patricio Muñoz   | 24' 52' 72' | Deportes Quillón      | 1 - 4     | Atlético Colina  |
| 05/07/2025 | Patricio Muñoz   | 44' 81' 85' | Atlético Colina       | 5 - 1     | Malleco Unido    |
| 25/07/2025 | Emerson Figueroa | 24' 32' 56' | Municipal Puente Alto | 4 - 1     | Deportes Quillón |

## Entrenadores
| Equipo             | Entrenador      | Período            |
| ------------------ | --------------- | ------------------ |
| Constitución Unido | Claudio Rojas   | 1.° – 5.°          |
| Constitución Unido | Diego Martínez  | 6.° - 15.º         |
| Constitución Unido | Nelson Tapia    | 16.° - en adelante |
| Imperial Unido     | Luis Olivares   | 1.° – 6.°          |
| Imperial Unido     | Milton Flores   | 7.° en adelante    |
| Aguará             | Gerardo Reinoso | 1.° – 6.°          |
| Aguará             | Gian Rossi      | 7.° en adelante    |
| Deportes Quillón   | Yuri Fernández  | 1.° – 9.°          |
| Deportes Quillón   | Eelco Navarro   | 10.° - 15.º        |
| Deportes Quillón   | Sebastián Ortiz | 16.° - en adelante |
| Chimbarongo FC     | Renzo Yañez     | 1.° – 12.°         |
| Chimbarongo FC     | Ítalo Pinochet  | 13.° en adelante   |
| Malleco Unido      | John Bustamante | 1.° – 19.°         |
| Malleco Unido      | Luis Pérez      | 20.° en adelante   |